# 技工院校
技工院校，简称“技校”，是中华人民共和国的一种职业教育机构，由各级人力资源与社会保障部门进行综合管理，用于培养中级以上技术工人、中高级技能人才，並开展职业培训任务。技工院校包括普通技工学校、高级技工学校和技师学院三類。

## 发展历史

### 办学机制的形成
中华人民共和国建立后，为解决前政权遗留下的失业问题，中华人民共和国政府对失业工人采取了“普遍予以登记，并分别介绍就业或予以转业训练”的政策。1953年，中华人民共和国政务院决定把各类针对失业工人的技工训练机构转变为以培养技术工人为目标的技工学校。1954年，中华人民共和国劳动部颁布《技工学校暂行办法（草案）》，规定办学方法为按产业管理部门分别设置，培养目标为四、五级技术工人，招生对象为“高小毕业以上或相当于高小文化程度及身体健康、政治纯洁、年满十六周岁至二十三周岁的青年”，并规定毕业生必须服从其主管产业部门的统一分配。1961年，中华人民共和国劳动部颁布《技工学校通则》，将招生对象改为“具有初中毕业或高小毕业文化程度、年满十四周岁至十八周岁、身体健康的青少年”。1986年颁行的《技工学校工作条例》，则将技工学校定性为“国家职业技术教育事业的重要组成部分，属于高中阶段的职业技术教育”。
1990年，中华人民共和国劳动部在山东省试办了两所高级技工学校，即山东省高级技工学校（今为山东劳动职业技术学院）和烟台市高级技工学校（今为烟台工程职业技术学院），自此开始出现“高级技工学校”这一类别的学校。2000年5月，中华人民共和国劳动和社会保障部下发《关于加快技工学校改革工作的通知》，提出“在部分办学条件较好、培训质量较高、具有较强的培养高级工实力的高级技工学校，建立技师培训基地，大力开展技师、高级技师及生产实习指导教师培训工作，加快高级技术技能人才的培养”。其后，各地开展了一系列技师学院的建设工作。2000年6月，常州高级技工学校增挂“常州技师学院”校牌。2006年，劳动和社会保障部办公厅下发通知，要求各地对《关于推动高级技工学校技师学院加快培养高技能人才有关问题的意见》（劳社部发[2006]31号）下发前已经批准设立的技师学院，应根据新制定或修订的技师学院设置标准，进行重新评估认定，并报劳动和社会保障部培训就业司备案；新设立的技师学院，也应报劳动和社会保障部培训就业司备案。

### 管理部门的变迁
1964年以前，技工学校的综合管理工作由劳动部门负责。1964年，中华人民共和国国务院发文，将技工学校的综合管理工作移交教育部门。1978年，技工学校的综合管理工作又移交回劳动部门。高级技工学校、技师学院出现以后，其综合管理工作也由劳动部门负责。2008年国务院机构改革后，技工院校由人力资源与社会保障部门负责综合管理工作。

## 技工院校的类型及定位
按照2012年下发的《关于做好技工院校审批管理工作的通知》，技工院校包括普通技工学校、高级技工学校和技师学院三个类别。其定位分别是：
- 中等技工学校：主要承担中级技工培养任务，同时面向社会开展劳动预备制培训、企业职工培训、农村转移就业劳动者培训、农村实用人才培训等任务，属于中等教育层次。
- 高级技工学校：主要承担中、高级技能人才培养和开展各类职业培训任务，属于高等教育（专科）层次。
- 技师学院：承担通过学制教育培养预备技师、高级技工的任务，也是面向社会开展技师和高级技师提升培训与研修、考核与评价的重要平台。[1]

## 学历证书
从学校分类上看，中职学校有四类：职业高中、普通中专、成人中专和技工院校。按照《职业教育法》等规定和国务院现行的“三定”方案，职业高中、普通中专和成人中专归教育部门管理，技工院校归人社部门管理。技工院校及就读学生与其他类型中等职业学校及就读学生享受平等的政策待遇和发展环境。
2006年以来，人力资源和社会保障部在技工学校中，组建了一批“技师学院”，其学历教育基础和依托仍是技工学校，办学层次仍属于中等职业教育，毕业生按要求毕业后可取得中职学历。按照现有法律，教育部无权对不同级别的技工认定高等教育学历，需要培养学校具有高等学校资质。
关于将技师学院纳入高等学校，教育部等六部门于2014年印发的《现代职业教育体系建设规划（2014-2020年）》对此已作出规定。2018年，国务院印发的《国家职业教育改革实施方案》明确提出“根据高等学校设置制度规定，将符合条件的技师学院纳入高等学校序列”。一直以来，教育部支持符合条件的技师学院依法依规申办高职，技师学院可依照《高等教育法》中关于高等学校设置制度的有关规定，由省级人民政府执行专科层次高等学校设置的有关程序，进行规划、审批，并报教育部备案。技师学院依法依规纳入高等学校序列并进行管理后，其毕业生自然可以取得相应学历。

## 学历信息
2019年11月，人力资源和社会保障部、教育部印发《关于做好技工院校招生工作的通知》（以下简称《通知》），推进技工院校纳入职业教育统一招生平台，指导技工院校扩大招生规模。《通知》明确，推进各省份技师学院、技工学校纳入职业教育统一招生平台，支持按照高校设置程序进入高等学校序列的技师学院纳入高职（专科）统一招生平台。
学信网专门从事高校招生、学籍学历和毕业生就业信息咨询与指导服务工作，技工院校学历的认定不属于学信网的服务范畴。

## 发展前景
技师学院在培养高技能人才，推动经济发展和转型升级方面发挥着重要作用，是现代职业教育体系的重要组成部分。2014年，教育部等六部门联合印发《现代职业教育体系建设规划（2014-2020年）》明确“高等学校设置制度规定，将符合条件的技师学院纳入高等学校序列”。2019年，国务院印发《国家职业教育改革实施方案》再次明确，“根据高等学校设置制度规定，将符合条件的技师学院纳入高等学校序列”。根据以上要求，教育部支持符合条件的技师学院按规定程序申办高职院校。
2017年，教育部印发《关于“十三五”时期高等学校设置工作的意见》指出，省级人民政府依法审批设置专科层次高等学校后，由省级教育行政部门及时向教育部提交备案文件，办理备案工作。
下一步，教育部将深入贯彻落实《国家职业教育改革实施方案》，根据国家规定的高等职业学校设置标准，在省级人民政府按照既定程序将其审批为高等职业学校后，将其纳入高等学校序列，成为高等职业教育的组成部分。 
2019年，《国家职业教育改革实施方案》明确“根据高等学校设置制度规定，将符合条件的技师学院纳入高等学校序列”。《高等教育法》第二十九条规定：设立实施专科教育的高等学校，由省、自治区、直辖市人民政府审批，报国务院教育行政部门备案。以培养技术工人为目标的技工学校教育，是职业教育体系的重要组成部分。技师学院，其基本法律性质是高级职业培训机构，所实施的教育主要是针对提高劳动者岗位技能的现实要求，不是完整的高等教育。
“职教20条”和《职业教育法》修订草案关于技师学院纳入高等学校序列问题，都明确要“根据高等学校设置制度规定”，将符合条件的技师学院纳入职业高等学校序列。

## 社会评价
数十年来，技工院校培养了大量产业所需的技术工人。与普通高等院校相比，技工院校的就业率也一直维持在较高的水平。但由于社会观念等各方面原因，技工院校在招生方面存在困难，生源质量也相对较差。此外，办学资金的相对紧缺，及教师、毕业生待遇方面的相对不公平，也成为技工院校办学上所面临的困难。